# Café de Flore (filme)
Café de Flore (bra: Café de Flore) é um filme canadense de 2011, um drama romântico dirigido e escrito por Jean-Marc Vallée.

## Sinopse
A história se passa nos anos 1960 e 2010 e conta os destinos cruzados de Jacqueline (Vanessa Paradis), a mãe de um menino com síndrome de Down em Paris; e Antoine (Kevin Parent), um DJ de Montreal.

## Elenco

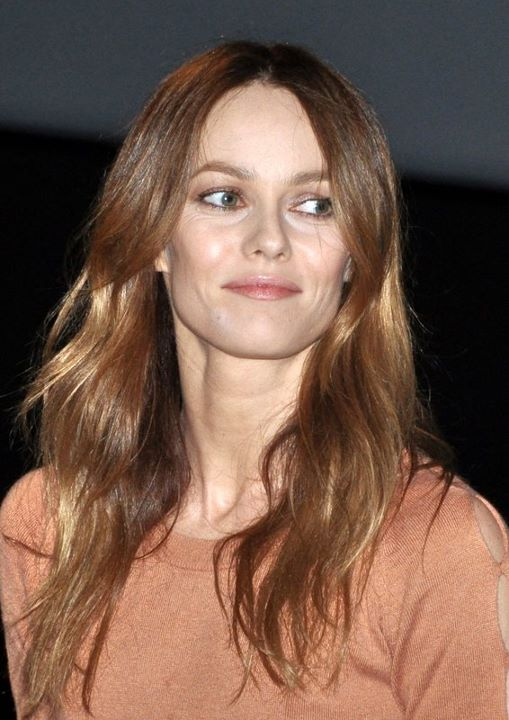
Vanessa na pré-estreia de Café de Flore na França em 2012.

| Ator            | Papel      |
| --------------- | ---------- |
| Vanessa Paradis | Jacqueline |
| Kevin Parent    | Antoine    |
| Hélène Florent  | Carole     |
| Évelyne Brochu  | Rose       |

## Premiações
O filme recebeu 13 indicações na premiação Genie Awards[carece de fontes?], conseguindo o prêmio de melhor atriz para Vanessa Paradis[carece de fontes?] e de melhor maquiagem[carece de fontes?]. Também conseguiu no Vancouver Film Critics Circle Awards, o prêmio de melhor filme canadense[carece de fontes?] e de melhor atriz coadjuvante para Hélène Florent[carece de fontes?]. No Atlantic Film Festival, conseguiu o prêmio de melhor filme canadense[carece de fontes?]. Vanessa Paradis também conseguiu o prêmio de melhor atriz no Jutra Awards[carece de fontes?].